# Agriades zullichi
Agriades zullichi är en fjärilsart som beskrevs av Arthur Francis Hemming 1933. Agriades zullichi ingår i släktet Agriades och familjen juvelvingar. Inga underarter finns listade i Catalogue of Life.